# Ivo Knoflíček
Ivo Knoflíček (Kyjov, 23 febbraio 1962) è un ex calciatore cecoslovacco, dal 1993 ceco, di ruolo attaccante.

## Palmarès

### Individuale
- Capocannoniere del campionato cecoslovacco: 1

1984-1985 (21 gol)